# 布里奥奈地区瑟米尔
布里奥奈地区瑟米尔（法語：Semur-en-Brionnais，法語發音：[səmyʁ ɑ̃ bʁijɔnɛ]），或纯音译作瑟米尔昂布里奥奈，是法国勃艮第-弗朗什-孔泰大區索恩-卢瓦尔省的一个市镇，属于沙罗勒区。 

## 地理
布里奥奈地区瑟米尔（46°15'46"N, 4°5'27"E）面积15.56 平方千米，位于法国勃艮第-弗朗什-孔泰大區索恩-卢瓦尔省，该省份为法国中部省份，北起顺时针与科多尔省、汝拉省、安省、罗讷省、卢瓦尔省、阿列省和涅夫勒省接壤。
与布里奥奈地区瑟米尔接壤的市镇（或旧市镇、城区）包括：萨里、昂济勒迪克、博日、马尔西尼、圣富瓦、圣于连德容济、滨湖圣马丹。

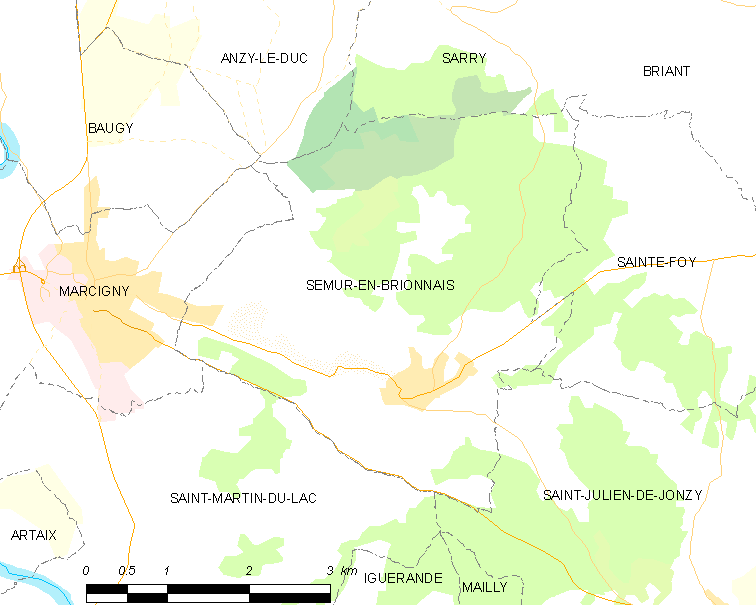
布里奥奈地区瑟米尔的OSM定位图

布里奥奈地区瑟米尔的时区为UTC+01:00、UTC+02:00（夏令时）。

## 行政
布里奥奈地区瑟米尔的邮政编码为71110，INSEE市镇编码为71510。

## 政治
布里奥奈地区瑟米尔所属的省级选区为绍法耶县。

## 人口

1962-2008年间布里奥奈地区瑟米尔人口变化图示

布里奥奈地区瑟米尔于2022年1月1日时的人口数量为608人。